# 勒索者 (波兰)
勒索者（Szmalcownik）是德国侵占波兰期间，波蘭境內專門勒索犹太人或协助犹太人躲藏的人的人。勒索者事实上极大加重了犹太人及其救助者被抓、被杀的危险。
在波兰首都华沙曾一度有3000-4000名參與勒索和告密。1942年夏，波兰地下组织热戈塔要求波蘭地下國加大打擊勒索者的力度。1943年夏，波蘭家鄉軍开始在波兰被占领土上对勒索者开展处决行动，至战争结束，共有十几人被处决。这类处决行动的执行次数和效果存在争议。还有一些勒索者在战后被波兰方面审判。